# Liste des seigneurs de Sennecey
Famille noble d'importance, tenant le château du même nom en Saône-et-Loire, la famille de Sennecey se distinguera par ses alliances avec les familles d'Amboise de Toulongeon, de Bauffremont, de Foix, de Vieux-Pont et d'Ailly. Le 12 mars 1777 la terre de Sennecey était achetée par Henriette Olivier de Viriville épouse d'Archambaud-Joseph de Talleyrand-Périgord. En 1824 le comte Antonin Claude Dominique Just de Noailles vendait le château à la commune de Sennecey, celle-ci le fera démolir pour construire à son emplacement une église.

## Les premiers membres
Bernard Jeoffroid de Sennecey. Nommé dans une charte de l'abbaye de La Ferté en 1113, il est fils de Tibert ou de Landric son frère.

Alard de Sennecey. Nommé dans une charte de l'abbaye de La Ferté en 1142 aux côtés des seigneurs de Brancion Bernard V Gros le Preux et son fils Jocerand IV Gros. Dans cette charte Alard cède aux prêtres de La Ferté "toute sa part de la terre de Sainte-Marie de Beaumont" ainsi qu'une vigne située à Mont-Saint-Martin. Son épouse est inconnue, il a : Richard, Alard, Guy, Gauthier.

Richard de Sennecey dit aussi "Blancus de Siniciaco". Nommé dans différentes chartes et cartulaires de l'abbaye de La Ferté et de Laives en 1164.

## Famille de Sennecey
Thibert de Sennecey, (? - après 1160), seigneur de Sennecey, il est nommé "miles", c'est-à-dire "porteur d'un fief" dans une charte de 1113 où il est nommé comme témoin, avec son frère Landric, d'une donation faite à l'abbaye de La Ferté par le Liste des comte de Châlon.
Mariage et succession :

Son épouse est inconnue, il a Guy qui suit.

Guy de Sennecey dit aussi "Guido de Sénicé", seigneur de Sennecey, il succède à son père dès 1227. Comme ses prédécesseurs il se distingue par des donations à l'abbaye de La Ferté mais aussi par "le libre passage" sur le pont fortifié de Grosne, nommé "Portail de Grosne" qu'ils avaient édifié à La Ferté-sur-Grosne et qui délimitait la seigneurie au nord. Avec son fils il fonde un hospice, nommé "Hospital et Hostel-Dieu Saint-Nicolas du Portail de Grosne" à cet endroit ainsi qu'une chapelle. Ces deux édifices étaient desservis par un "Maître de l'hospital du Pont-de-Grosne" dont le premier représentant était Perrenet du Crotel, l'hôpital fut détruit au XIXe siècle.
Mariage et succession :

Il épouse Helvis, (? - vers 1215), dame de Balnot, fille d'Hugues IV du Puiset et de Pétronille de Brienne, de qui il a :
- Colin qui suit,
- Guillerme, elle épouse vers 1230 Anséric de L'Épervière,
- Laurence/Laure, dame de Bar-sur-Seine, elle épouse Ponce II de Cuiseaux, (? - vers 1230).

Colin de Sennecey, (? - après 1238), seigneur de Sennecey.
Mariage et succession :

Il épouse Agnès de qui il a :
- Guillaume qui suit,
- Ansière.

Guillaume de Sennecey, (? - 1306/15), seigneur de Sennecey vers 1299.
Mariage et succession :

Il épouse Marguerite de Ferlay/Frolois de qui il a Guillaume II qui suit.

Guillaume II de Sennecey, (? - 1376), baron de Sennecey vers 1324, de Traves et de Laives. Du fait que Guillaume résidait souvent à Dijon il s'y fait construire une bâtisse nommée "Hôpital de Sennecey", vendue en 1641 (?) à Nicolas II Brulart de La Borde alors Ier président au parlement de Bourgogne.
Mariage et succession :

Il épouse Alix, dite "de Laives", dame de Traves, fille de Pierre de Choiseul seigneur de Traves, de qui il a :
- Jean, (? - vers 1400), seigneur de Sennecey, il épouse Richarde, fille d'Henri du Quart et de Pentisalée de Saluces. Sans héritier masculin il institue son neveu Tristan de Toulongeon son successeur[10].
- Marguerite, dame de Traves et de Sennecey, elle épouse le 17 octobre 1347 Jean de Toulongeon, (? - 1363), de qui elle a Tristan qui suit,
- Guillemette, (? - 7 avril 1392), elle épouse en 1359 Hugues de Châtelus, (vers 1325 - 28 avril 1400).

## Famille de Toulongeon

Armoiries de la famille de Toulongeon

Possédant la terre et le château de Toulongeon elle se distingue comme une des grandes familles de la noblesse du comté de Bourgogne. Le membre le plus ancien connu est Étienne de Toulongeon, seigneur de Toulongeon et de Germagnat. Son fils Gauvain lui succède comme seigneur de Toulongeon et de la Bastie, il épouse Alix de Rougemont de qui il a Fromont. Ce dernier à Jean qui se marie le 17 octobre 1347 avec Marguerite, fille de Guillaume II de Sennecey, de qui il a Tristan qui suit.

Tristan de Toulongeon, (1350 - 1399), baron de Sennecey, conseiller du grand conseil, seigneur de Toulongeon, La Villeneuve, Germagnat et Traves. Décédé avant son oncle Jean de Sennecey c'est donc son fils qui hérite de la seigneurie de Sennecey,.
Mariage et succession :

Il épouse Jeanne, dite "de Cotebrune ou de Chalon", dame de Montrichard, fille de Jean de Montrichard bâtard de Chalon-Arlay et de Jeanne Dieulefit de Buvilly, de qui il a :
- Jean II qui suit,
- Jeanne, (1382 - 1419), elle épouse en premières noces en 1415 Tristan de Montholon, (? - Azincourt le 25 octobre 1415), puis en secondes noces Henri de Champdivers,
- Antoine, (1385 – 29 septembre 1432), chevalier, seigneur de Buxy, La Bastie, Montrichard et baron de Traves[14],[13] : postérité.
- André, (1390 - 1432), Grand écuyer de France en 1419, il épouse en premières noces en 1428 Corneille, une fille illégitime de Philippe III de Bourgogne ; en secondes noces en 1430 il épouse Jacqueline, fille de Pierre de La Trémoille-Dours et de Jeanne de Longvilliers.

Jean II de Toulongeon, (1381 - Dijon le 10 juillet 1427), baron de Sennecey, seigneur de Toulongeon et de La Villeneuve,.
Mariage et succession :

Il épouse, en 1415, Catherine, fille de Guillaume de Rossillon et de Marie de Grolée, de qui il a :
- Jean III qui suit,
- Claudine, (1418/27 - 1477/83), elle épouse le 5 septembre 1440 Jean de Beauffremont, (1422 - vers 1479), seigneur de Ruppes.

Jean III de Toulongeon, (1416/25 - 1462/79), baron de Sennecey, chevalier et conseiller du duc Philippe III de Bourgogne,.
Mariage et succession :

Il épouse Claudine/Clauda, (? - 4 octobre 1497), fille de Claude de Saint-Amour seigneur de Vinzelle, de qui il a Philibert mort en 1479. Sans héritier, c'est donc sa sœur Claudine qui hérite de ses possessions.

## Famille de Bauffremont
Jean de Bauffremont, (1422 - 1479/80), baron de Sennecey, seigneur de Ruppes, conseiller et chambellan de Philippe III de Bourgogne. Il est le fils de Gauthier II de Bauffremont-Ruppes et d'Agnès de Cusance, et a pour ancêtre Liébaut IV de Bauffremont.
Mariage et succession :

Il épouse le 5 septembre 1440, Claudine, fille de Jean II de Toulongeon, de qui il a Pierre qui suit.

Pierre Ier de Bauffremont, (? - 16 mai 1505), baron et seigneur de Sennecey et de Hauterive, seigneur de Vauvillers et de Soye, chevalier de l'Ordre de la Toison d'or.
Mariages et succession :

Il épouse en premières noces le 4 mars 1459 sa cousine Anne de Bauffremont, dame de Bourbonne, en secondes noces le 16 mai 1479 il épouse Catherine de Dammartin, dame de Bellefonds, et en troisièmes noces il épouse Colette, (1443 - 1528), fille de Guillaume et petite-fille du chancelier Rolin et de Marie de Lévis.

Du premier mariage il a :
- Agnès, elle épouse en 1483 Marc de Toulongeon, de qui elle a Claude qui épousera Claude de La Baume-Montrevel,
- Françoise, elle épouse le 18 août 1477 Bertrand de Livron, (? - 1501),
- Geneviève, elle épouse le 6 juin 1487 Claude de Montmartin,
- Marguerite, religieuse,

Du second mariage il a :  
- Pierre II qui suit,
- Jeanne, elle épouse Jean de Lugny.

D'une relation hors mariage il a :
- Catherine, elle épouse Pierre Ravraud,
- Marguerite, elle épouse Antoine de Varennes.

Pierre II de Bauffremont, (? - 1525), baron de Sennecey, seigneur de Soye, de Châtenoy et de Hauterive.
Mariage et succession :

Il épouse avant le 6 mars 1515 Charlotte, fille de Jean d'Amboise et de Catherine de Saint-Belin, de qui il a :
- Nicolas qui suit,
- Constance, (? - 1565), dame de Genlis, elle épouse le 12 juillet 1523 Claude de Tenarre, (? - 1565),
- Françoise, elle épouse en 1525 Edme de Malain,
- Claude, (? - Lyon 1540).

Nicolas de Bauffremont, (1520 - 10 février 1582), baron de Sennecey, gouverneur d'Auxonne, chevalier du Saint-Esprit, grand prévot.
Mariage et succession :

Il épouse Denise, dame de Crusilles, Vareilles et Croy, fille de Claude Patarin et de Françoise de Rubys, de qui il a: 
- Claude qui suit,
- Georges-Epaminondas, (vers 1550 - 1618), il épouse en premières noces le 5 août 1579 Guillemette, (26 septembre 1545 - 1592)), fille de Robert de La Mark et de Françoise de Brézé, puis en secondes noces en 1591 Renée Angélique, (vers 1571 - après le 28 décembre 1618), fille d'Antoine d'Alègre et de Françoise de Mailly,
- Élisabeth, (? - 3 novembre 1590), elle épouse le 29 juin 1574 Charles d'Hostun Clavesson, (3 mars 1547 - après 16 septembre 1621),
- Catherine-Aimée, (? - 20 juin 1616), elle épouse le 9 septembre 1580 Antoine du Blé, (Sercy le 19 mars 1560 - 20 mai 1616),
- Catherine.

Claude de Bauffremont, (1542 - 24 août 1596), baron de Sennecey, bailli de Chalon, gouverneur d'Auxonne, président de la noblesse aux États généraux de Blois en 1588.
Mariage et succession :

Il épouse en 1571 Marie, (1549 - après 1618), fille de Nicolas de Brichanteau et de Jeanne d'Aguerre, de qui il a :
- Henri qui suit,
- Catherine, elle épouse en 1597 Jean V, baron de Vieux-Pont, (? - 14 avril 1619)
- Madeleine, (1583 - après 1630), elle épouse le 15 février 1600 Cléradius de Vergy, (vers 1580 - 27 novembre 1630).

Henri de Bauffremont, (1578 - décembre 1662), baron à partir de 1596 puis marquis de Sennecey dès 1615, seigneur d'Amillis et de Dagny, gouverneur d'Auxonne et président de la noblesse aux États généraux de 1614.
Mariage et succession :

Il épouse le 8 août 1607 Marie-Catherine, (1588 - 10 mai 1677), fille de Jean-Louis de La Rochefoucauld-Randan et d'Isabelle fille de François III de La Rochefoucauld-Roucy, de qui il a :
- Henri Claude, (? - 18 mars 1641), marquis de Sennecey, gouverneur d'Auxonne et de Mâcon, décédé sans alliance c'est son frère Jean Louis qui hérite de ses biens[23],
- Jean Louis, (? - Sedan 6 juillet 1641), comte de Randan, marquis de Sennecey, décédé sans alliance c'est sa sœur Marie-Claire qui recueille sa succession[24],
- Marie-Claire, (1618 - 29 juillet 1680), marquise de Sennecey, duchesse de Randan, épouse le 28 septembre 1637 Jean-Baptiste-Gaston de Foix-Candale comte du Fleix (? - Mardick le 13 août 1646 ; fils de Frédéric, et petit-fils de Louis de Foix-Candale vicomte de Meille et comte de Gurson x Charlotte-Diane de Foix-Candale-Bénauge) : postérité.